# Herz Jesu (Cuxhaven)

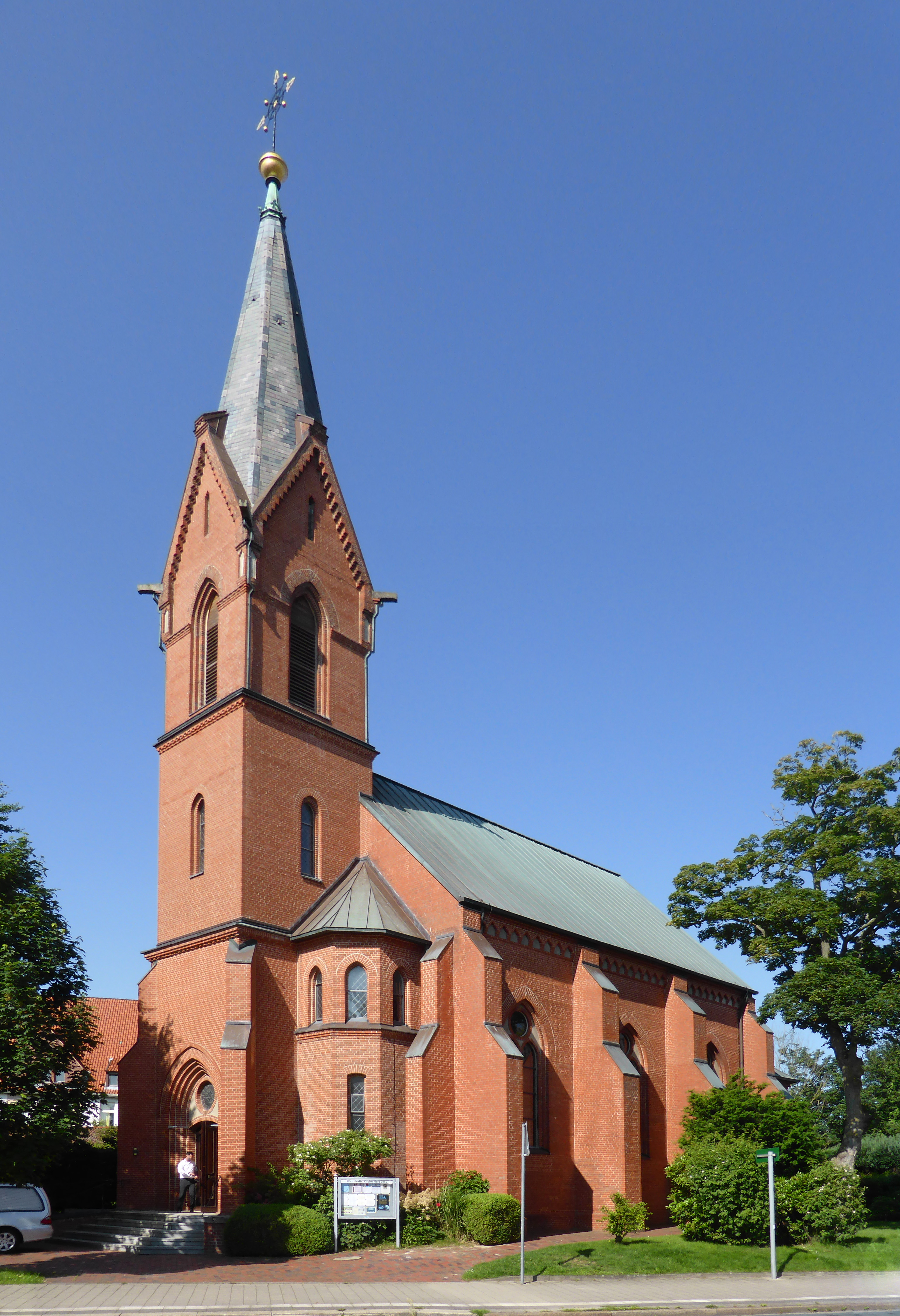
Herz-Jesu-Kirche

Die Kirche Herz Jesu ist eine katholische Kirche in Cuxhaven, einer Kreisstadt in Niedersachsen. Sie gehört zur Cuxhavener Pfarrgemeinde St. Marien im Dekanat Bremerhaven und ist die nördlichste Kirche im Bistum Hildesheim. Das Kirchengebäude ist im Denkmalatlas Niedersachsen unter der Objekt-ID 12086666 verzeichnet.

## Geschichte
Im Amt Ritzebüttel, auf dessen Gebiet die Stadt Cuxhaven liegt, wurde 1529 die Reformation eingeführt. 1530 verließ der letzte katholische Geistliche das Schloss Ritzebüttel. Erst in der zweiten Hälfte des 19. Jahrhunderts wurden in Cuxhaven gelegentlich Heilige Messen von auswärtigen Priestern gelesen, die einem Gasthaus sowie Privathäusern stattfanden. 1885 gründete der Bischof von Osnabrück die Mission Cuxhaven, einen ortsansässigen Priester bekam Cuxhaven jedoch noch nicht.
1892 wurde Cuxhaven Sitz einer Marinegarnison, infolgedessen zogen ab dem 4. Januar 1893 Matrosen nach Cuxhaven. Darunter waren auch katholische Soldaten. Am 24. März 1897 wurde in einer Sitzung des Reichstags beschlossen, in Cuxhaven eine Garnisonkirche zu erbauen. Der Reichstagsabgeordnete Joseph Lingens hatte sich dafür eingesetzt. Vom 1. Oktober 1897 an hatte das seit der Reformation protestantisch geprägte Cuxhaven mit Heinrich Schlote den ersten katholischen Marinepfarrer, seit diesem Jahr werden in Cuxhaven katholische Kirchenbücher geführt. Die katholischen Gottesdienste fanden bis zur Weihe der Kirche im Saal eines Hotels statt.
Im Herbst 1898 fertigte das Bauamt der Marine-Garnison Wilhelmshaven den Entwurf für die Kirche an, den das Reichsmarineamt im November 1898 genehmigte. Am 4. Juli 1899 erfolgte die Grundsteinlegung, und am 18. November 1900 nahm Feldpropst Johannes Maria Assmann die Kirchweihe vor. Als Vertreter des Kaisers Wilhelm II. nahm Admiral Friedrich von Baudissin an der Zeremonie teil. Die Kirche bekam das Patrozinium St. Michael, benannt nach dem Erzengel Michael, dem Patron der Soldaten. Sie war die erste katholische Kirche in Cuxhaven nach der Reformation. Eine bereits 1909 geplante Erweiterung der Kirche wurde nicht realisiert.
Nach dem Ersten Weltkrieg wurde die Garnison in Cuxhaven 1919 aufgelöst und die Garnisonkirche am 1. Februar 1920 vom Marineamt aufgegeben. 1921 wurde die Cuxhavener Zivilgemeinde gegründet, an die die Kirche verpachtet wurde. 1924 erhielt sie das Patrozinium Herz Jesu, das das ursprüngliche Patrozinium des Erzengels Michael inzwischen in Vergessenheit geraten war und die Kirche nur noch als Garnisonkirche bezeichnet wurde. 1928/29 wurde das Pfarrhaus erbaut, und 1937 die Kirche unter der Leitung von Otto Fischer-Trachau ausgemalt.
Infolge des Zweiten Weltkriegs stieg die Zahl der Katholiken in Cuxhaven durch die Flucht und Vertreibung Deutscher aus Mittel- und Osteuropa auf rund 3.800 an. 1956 erwarb die Kirchengemeinde das „Meyn’sche Anwesen“ an der Grodener Chaussee, in dessen ehemaliger Scheune die inzwischen profanierte St.-Willehad-Kapelle eingerichtet wurde. Da die Herz-Jesu-Kirche inzwischen für die Zahl der Katholiken in Cuxhaven zu klein geworden war, wurde 1963/64 in zentraler Lage Cuxhavens die St.-Marien-Kirche erbaut. Seit dem 1. Januar 1967 ist die Herz-Jesu-Kirche eine Filialkirche der St.-Marien-Gemeinde.
Im Konkordat zwischen dem Heiligen Stuhle und dem Land Niedersachsen vom 26. Februar 1965 wurde unter anderem ein Gebietsaustausch zwischen dem Bistum Osnabrück und dem Bistum Hildesheim vereinbart. Dadurch wechselte die kirchliche Zugehörigkeit der Stadt Cuxhaven, und damit auch die der Herz-Jesu-Kirche, vom Bistum Osnabrück zum Bistum Hildesheim, wo sie dem damaligen Dekanat Stade zugeordnet wurde. In diesem Jahr wurde auch das Eingangsportal der Kirche umgestaltet. 1966 übereignete die Bundesrepublik Deutschland der Kirchengemeinde die Kirche. Nach der Liturgiereform des Zweiten Vatikanischen Konzils wurde im Dezember 1966 der ursprüngliche Hochaltar entfernt und durch einen Volksaltar ersetzt, der am 3. Februar 1967 durch Bischof Heinrich Maria Janssen geweiht wurde. Dabei entdeckte man im Hochaltar die Gründungsurkunde der Kirche mit dem Michaelspatrozinium. Da die Kirche inzwischen das Herz-Jesu-Patrozinium trug, wurde der Erzengel Michael zum Nebenpatron der Kirche bestimmt. Auch die Kanzel und die Kommunionbank wurden in diesem Zusammenhang entfernt. Seit dem 1. August 1969 gehört Cuxhaven zum Dekanat Bremerhaven. 1971 bekam die Kirche eine neue Orgel, die am 25. Januar 1971 von Dechant Hellmold aus Bremerhaven eingeweiht wurde. 2008 erfolgte die Gründung des Fördervereins zur Erhaltung der Herz-Jesu Kirche Cuxhaven e. V., nachdem die Herz-Jesu-Kirche von der Profanierung bedroht war.

## Lage, Architektur und Ausstattung

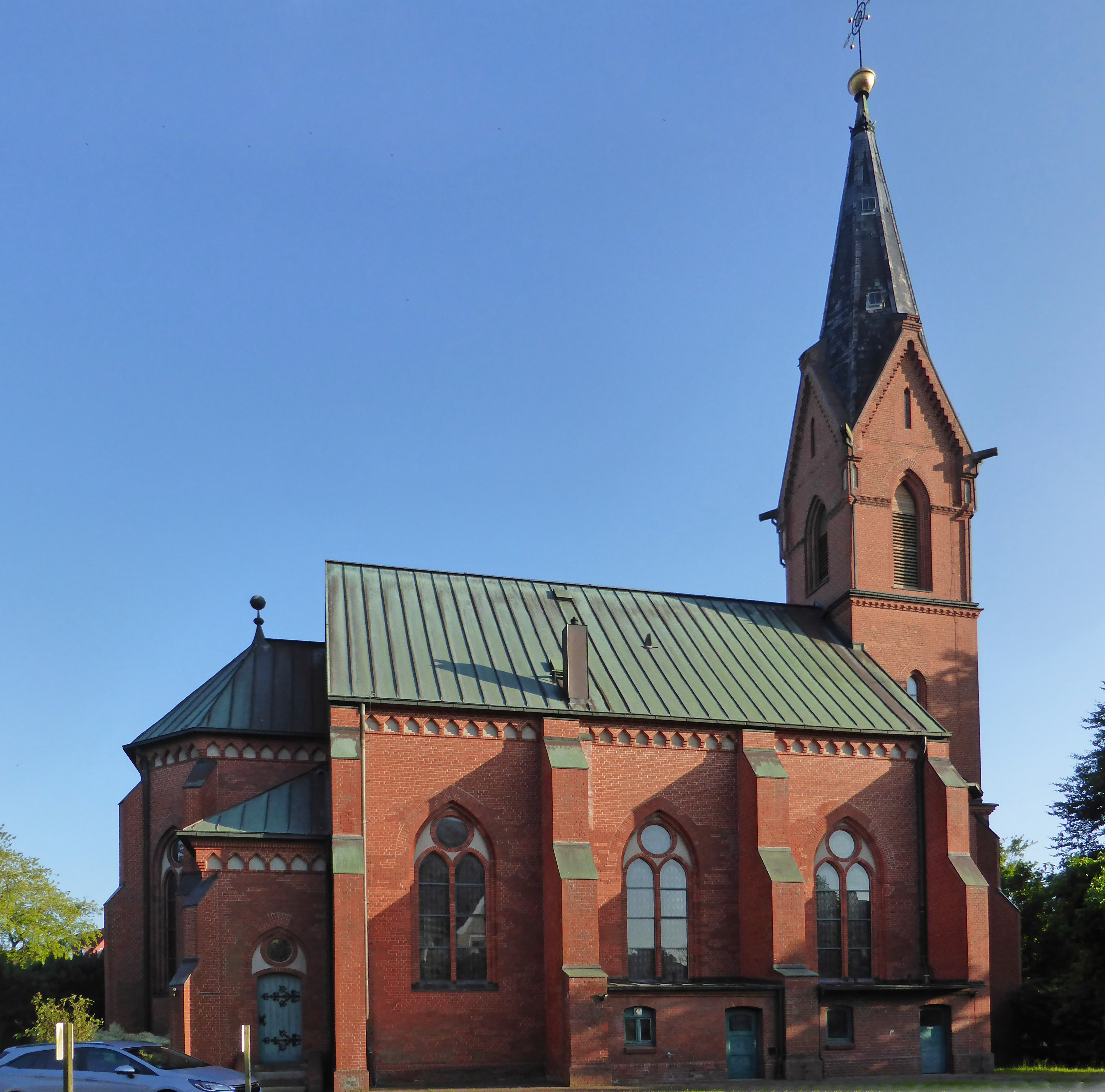
Nordseite der Kirche

Die Herz-Jesu-Kirche steht im Osten des Cuxhavener Stadtteils Döse auf dem Grundstück Strichweg 5B, an der Ecke zur Batteriestraße, in knapp drei Meter Höhe über dem Meeresspiegel und nur rund 150 Meter vom Elbdeich entfernt.
Die geostete Backsteinkirche wurde im Stil der Neugotik erbaut. In ihrem 38 Meter hohen Turm hängen zwei Stahlglocken, die im Jahr 1900 gegossen wurden und am 23. Mai 1900 erstmals läuteten. Unterhalb der Dachtraufe von Kirchenschiff und Chor ist ein Spitzbogenfries vorhanden. Das rechteckige Kirchenschiff wird von abgetreppten Strebepfeilern flankiert, zwischen denen zweibahnige Spitzbogenfenster angeordnet wurden, die mit Rundfenstern bekrönt sind. Die Türklinke aus Bronze ist ein Werk von Franz Rotter, sie stellt den Heiligen Geist in Gestalt einer Taube dar.
Der Innenraum der Kirche, einschließlich der Empore, verfügt über rund 150 Sitzplätze. Ein kleiner Raum neben dem Vorraum der Kirche ist als Marienkapelle eingerichtet. Das Kirchenschiff ist mit einem Kreuzrippengewölbe überwölbt. Unter der hölzerne Orgelempore erinnert eine ab 1942 angefertigte und am 12. März 1944 eingeweihte Gedenktafel an die Gefallenen der beiden Weltkriege, 1950 erfolgte die letzte Eintragung. Eine geschnitzes Bild eines mittelalterlichen Kriegsschiffs, das Julius Schwarzbard, ein ehemaliger Mitgefangener nach Ende des Zweiten Weltkriegs in Israel angefertigt hatte, erinnert seit 1966 an den früheren Marinepfarrer der Kirche, Teodor Turzyński (1888–1939), der von 1915 bis 1918 an der Herz-Jesu-Kirche wirkte und am 11. November 1939 im KZ Stutthof ermordet wurde. Nahe dem Bild befinden sich auch der Taufstein, eine 1943 von Ludwig Nolde (1888–1958) aus Osnabrück geschnitzte Herz-Jesu-Statue und der Schriftenstand. Die Kirchenbänke stehen seit 1973 in der Herz-Jesu Kirche; sie stammen aus der 1957 geweihten St.-Ansgar-Kirche in Bremerhaven-Leherheide, die für einen Neubau abgerissen wurde. Die 14 Kreuzwegstationen aus Lindenholz, die an den Seitenwänden des Kirchenschiffs hängen, wurden 1982 von Paul Bail, Alfons Blenk und Helmut Lange, ortsansässige Mitglieder des Kolpingwerkes, angefertigt. Links und rechts vom Chor stellen Statuen, vor denen Opferkerzen aufgestellt werden können, die heiligen Josef und Maria dar. Über der Marienstatue hängt ein Schiffsmodell, das die Kirche 1966 im Zuge der Übertragung des Gotteshauses von der Bundesrepublik Deutschland an die Kirchengemeinde als Geschenk erhielt. Es stellt eine Kogge aus dem 16. Jahrhundert dar und wurde im 19. Jahrhundert angeferigt.

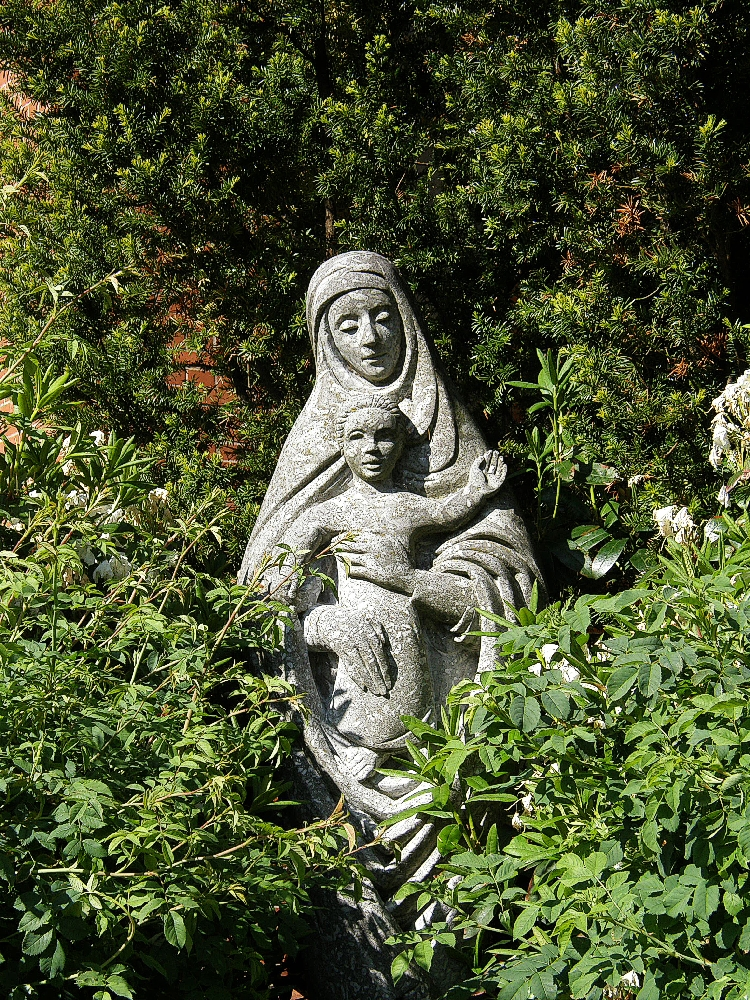
Marienskulptur

Die drei Rundfenster im polygonalen Chor stellen die heilige Barbara von Nikomedien, die Schutzpatronin der Artillerie, Jesus mit seinem heiligsten Herzen, und den Erzengel Michael dar. Das Hängekreuz im Chorraum wurde aus roten Glasbruchsteinen gefertigt. Der heutige Altar aus Jura-Marmor stammt aus dem Mutterhaus der Schwestern von der Unbefleckten Empfängnis in Münster. Der Tabernakel wurde in der Abtei Varensell entworfen und vom Goldschmied Heinz Duhn aus Nordhorn angefertigt. Seine Vorderseite stellt den Baum des Lebens dar.
Eine Skulptur bei der Kirche zeigt seit 1968 Maria mit dem Kind, sie ist ein Werk von Walter Schmitt aus Villmar und wurde von Gemeindemitgliedern gestiftet.

### Orgel
Die Orgel wurde 1971 vom Emil Hammer Orgelbau aus Arnum erbaut. Das Instrument hat 14 Register auf zwei Manualwerken und Pedal. Die Spieltrakturen und die Registertrakturen sind mechanisch.
| I Hauptwerk C–g3 |               |       |
| 1.               | Gedackt       | 8′    |
| 2.               | Prinzipal     | 4′    |
| 3.               | Rohrflöte     | 4′    |
| 4.               | Nasat         | 2 ⁄3′ |
| 5.               | Waldflöte     | 2′    |
| 6.               | Mixtur III-IV | f     |

| II Brustwerk C–g3 |              |    |
| 7.                | Spitzgedackt | 8′ |
| 8.                | Hohlflöte    | 4′ |
| 9.                | Prinzipal    | 2′ |
| 10.               | Oktävlein    | 1′ |
| 11.               | Krummhorn    | 8′ |
|                   | Tremulant    |    |

| Pedalwerk C–f1 |               |     |
| 12.            | Subbass       | 16′ |
| 13.            | Gedacktpommer | 8′  |
| 14.            | Gemshorn      | 4′  |

- Koppeln: II/P, III/P